# The Wrong Kind of War
The Wrong Kind of War è il secondo album in studio della cantante francese Imany, pubblicato a livello globale il 26 agosto 2016 e in Italia il 30 settembre dello stesso anno.

## Tracce
1. Save Our Soul – 3:28
2. No Reason No Rhyme – 4:45
3. You Don't Belong to Me – 3:37
4. I Long for You – 3:17
5. Nothing to Save – 3:19
6. There Was Tears – 3:46
7. The Rising Tide – 3:24
8. Wrong Kind of War – 3:25
9. I Used to Cry – 3:02
10. Lately – 3:50
11. I'm Not Sick but I'm Not Well – 3:39
12. Silver Lining (Clap Your Hands) – 4:01

Tracce bonus
1. Don't Be So Shy (Live Version) – 3:41
2. Don't Be So Shy (Filatov & Karas Remix) – 3:10

## Classifiche
| Classifica (2016) | Posizione massima |
| ----------------- | ----------------- |
| Austria           | 23                |
| Belgio (Fiandre)  | 49                |
| Belgio (Vallonia) | 19                |
| Francia           | 7                 |
| Germania          | 19                |
| Italia            | 40                |
| Polonia           | 10                |
| Svizzera          | 9                 |